# Visaginas
Visaginas là một thành phố ở phía đông Litva, nằm gần hồ lớn nhất Litva, hồ Drūkšiai. Ranh giới hành chính đang trong quá trình xác định. Tuyến đường sắt Vilnius - Daugavpils chạy qua thành phố. Thành phố này thuộc hạt Utena. Thành phố được lập năm 1977. Dân số năm 2008 là 29.554 người. Đây là thành phố lớn thứ 13 của Litva.